# Hoplocercidae
Hoplocercidae is een familie van hagedissen (Lacertilia). 

## Naam en indeling
De wetenschappelijke naam van de groep werd voor het eerst voorgesteld door Darrel Richmond Frost en Richard Emmett Etheridge in 1989. Er is nog geen Nederlandse naam voor de familie, die soms als boom- en doornstaartleguanen wordt aangeduid.
De familie Hoplocercidae werd lange tijd gezien als onderfamilie (Hoplocercinae) van de leguanen (Iguanidae). Er zijn negentien soorten inclusief drie soorten die pas in 2015 wetenschappelijk zijn beschreven. De verschillende soorten zijn verdeeld in drie geslachten. Onderstaand is een lijst van geslachten weergegeven, zie voor een lijst van alle soorten de lijst van Hoplocercidae.

### Geslachten
De familie omvat de volgende geslachten, met de auteur en het verspreidingsgebied.
| Naam         | Auteur          | Aantal soorten | Verspreidingsgebied                                |
| ------------ | --------------- | -------------- | -------------------------------------------------- |
| Enyalioides  | Boulenger, 1885 | 15             | Bolivia, Brazilië, Colombia, Ecuador, Panama, Peru |
| Hoplocercus  | Fitzinger, 1843 | 1              | Brazilië, Bolivia                                  |
| Morunasaurus | Dunn, 1933      | 3              | Colombia, Ecuador, Panama, Peru                    |

## Verspreiding en habitat
De soorten komen voor in delen van Midden- en Zuid-Amerika en leven in de landen Bolivia, Brazilië, Colombia, Ecuador, Panama en Peru. De habitat bestaat uit tropische en subtropische bossen. 

## Levenswijze
De meeste soorten zijn bodembewonend en overdag actief. Van een aantal soorten is bekend dat ze bij gevaar in een hol schieten in plaats van in bomen te klimmen. De soorten worden ongeveer 30 centimeter lang inclusief staart en voeden zich met kleine insecten.